# Marc Eggeling
Marc Eggeling (* 20. September 1996) ist ein deutscher Triathlet. Er wird in der Bestenliste deutscher Triathleten auf der Ironman-Distanz geführt.

## Werdegang
Marc Eggeling ist seit 2015 im Triathlon aktiv und er startet für das österreichische Pro Team Hotel Jakob, für das auch Anna-Lena Best-Pohl sowie Markus Fachbach an den Start gehen.
Seit 2017 startet er als Profi-Athlet. Sein Debüt als Profi-Athlet gab er im Juni 2017 beim Ironman 70.3 Kraichgau, bei welchem er Achter wurde.
Im Juni 2018 gewann er die Kurzdistanz beim Chiemsee Triathlon und dies konnte er im Folgejahr wiederholen.
Beim Ironman 70.3 Zell am See-Kaprun 2021 wurde er Vierter und erzielte sein bislang bestes Ergebnis bei einem Ironman-Rennen.
Im Juni 2023 startete der 26-Jährige im Ironman Hamburg erstmals auf der Ironman-Distanz (3,86 km Schwimmen, 180,2 km Radfahren und 42,195 km Laufen) und belegte den 18. Rang.
Eggeling studiert und lebt in Lahnstein.

## Sportliche Erfolge
| Datum         | Rang | Wettbewerb                                 | Austragungsort    | Zeit     | Bemerkung                                                                                         |
| ------------- | ---- | ------------------------------------------ | ----------------- | -------- | ------------------------------------------------------------------------------------------------- |
| 12. Juni 2022 | 14   | Ironman 70.3 Valencia                      | Valencia          | 03:46:49 |                                                                                                   |
| 12. Juni 2022 | 9    | Challenge Geraardsbergen                   | Geraardsbergen    | 04:05:11 |                                                                                                   |
| 29. Mai 2022  | 4    | Ironman 70.3 Kraichgau                     | Bad Schönborn     | 03:55:01 | [ 4 ]                                                                                             |
| 3. Apr. 2022  | 20   | Challenge Salou                            | Salou             | 03:31:48 | wegen schlechten Wetters als Duathlon ausgetragen (4 km Laufen, 90 km Radfahren und 21 km Laufen) |
| 3. Okt. 2021  | 18   | Challenge Salou                            | Salou             | 03:50:20 |                                                                                                   |
| 29. Aug. 2021 | 4    | Ironman 70.3 Zell am See                   | Zell am See       | 04:10:51 |                                                                                                   |
| 20. Juni 2021 | 13   | Apfelland-Triathlon                        | Stubenberg am See | 04:20:21 | auf der Mitteldistanz                                                                             |
| 30. Mai 2021  | 17   | Challenge St. Pölten                       | St. Pölten        | 03:56:09 |                                                                                                   |
| 24. Apr. 2021 | 17   | Challenge Gran Canaria                     | Anfi              | 03:54:57 |                                                                                                   |
| 14. Sep. 2019 | 7    | Challenge Davos                            | Davos             | 03:45:45 |                                                                                                   |
| 4. Aug. 2019  | 3    | Frankfurt City Triathlon                   | Frankfurt         | 03:33:23 | auf der Mitteldistanz (2 km Laufen, 80 km Radfahren und 20 km Laufen)                             |
| 28. Juli 2019 | 2    | Trumer Triathlon                           | Obertrum am See   | 04:11:44 | auf der Mitteldistanz (1,9 km Laufen, 88,5 km Radfahren und 21,1 km Laufen)                       |
| 29. Juni 2019 | 1    | Chiemsee Triathlon                         | Chieming          | 02:01:57 | erfolgreiche Titelverteidigung auf der olympischen Distanz                                        |
| 19. Mai 2019  | 10   | DTU Deutsche Meisterschaften Mitteldistanz | Heilbronn         | 04:01:59 | Deutsche Meisterschaft Mitteldistanz im Rahmen der Challenge Heilbronn (Rang 13)                  |
| 27. Apr. 2019 | 13   | Challenge Gran Canaria                     | Anfi              | 04:16:16 |                                                                                                   |
| 2. Sep. 2018  | 2    | Köln Triathlon                             | Köln              | 04:17:20 |                                                                                                   |
| 26. Aug. 2018 | 16   | Ironman 70.3 Zell am See                   | Zell am See       | 01:46:32 | Austragung als Swim&Run auf Grund von Schneefall                                                  |
| 20. Juli 2018 | 3    | Trumer Triathlon                           | Obertrum am See   | 04:11:14 |                                                                                                   |
| 24. Juni 2018 | 1    | Chiemsee Triathlon                         | Chieming          | 02:00:14 | auf der olympischen Distanz                                                                       |
| 10. Juni 2018 | 6    | Challenge Geraardsbergen                   | Geraardsbergen    | 04:04:30 |                                                                                                   |
| 27. Aug. 2017 | 10   | Ironman 70.3 Zell am See                   | Zell am See       | 04:17:18 |                                                                                                   |
| 25. Juni 2017 | 3    | Chiemsee Triathlon                         | Chieming          | 02:05:15 | auf der olympischen Distanz                                                                       |
| 17. Juni 2017 | 8    | Ironman 70.3 Kraichgau                     | Bad Schönborn     | 04:36:44 |                                                                                                   |
| 26. Juni 2016 | 3    | Chiemsee Triathlon                         | Chieming          | 02:05:55 | auf der olympischen Distanz                                                                       |

| Datum/Jahr    | Platz | Wettbewerb      | Austragungsort    | Zeit     | Bemerkung                                         |
| ------------- | ----- | --------------- | ----------------- | -------- | ------------------------------------------------- |
| 29. Juni 2025 | 18    | Ironman Germany | Frankfurt am Main | 08:06:58 | Ironman European Championships                    |
| 18. Aug. 2024 | 28    | Ironman Germany | Frankfurt am Main | 07:55:18 | Ironman European Championships; Raddistanz 177 km |
| 7. Juli 2024  | 7     | Challenge Roth  | Roth              | 07:44:14 | persönliche Bestzeit auf der Ironman-Distanz      |
| 16. Sep. 2023 | 15    | Ironman Italy   | Emilia-Romagna    | 08:11:18 |                                                   |
| 4. Juni 2023  | 18    | Ironman Hamburg | Hamburg           | 07:54:36 |                                                   |